# Dniprove (Novooleksandrivka), Dnipro
Dniprove (în ucraineană Дніпрове, în germană Jamburg) este un sat în comuna Novooleksandrivka din raionul Dnipro, regiunea Dnipropetrovsk, Ucraina. Satul a fost locuit de germanii pontici.  

## Demografie
Componența lingvistică a localității Dniprove
     Ucraineană (85,78%)
     Rusă (13,24%)
     Alte limbi (0,98%)
Conform recensământului din 2001, majoritatea populației localității Dniprove era vorbitoare de ucraineană (85,78%), existând în minoritate și vorbitori de rusă (13,24%).